# 弗拉基米尔·波普托莫夫
弗拉基米尔·波普托莫夫（1890年2月8日—1952年5月1日）是保加利亚革命家，外交家，政治家。保加利亚共产党中央委员会政治局委员。保加利亚人民共和国部长会议副主席，外交部长。

## 生平
1890年生于貝利察。1911年毕业于塞雷师范学院，在班斯科的学校任教。1912年加入保加利亚工人社会党，即后来的保加利亚共产党。第一次世界大战期间在保加利亚军队服役，中尉军衔。1919年秋进入索非亚大学学习法学。1923年领导了拉茲洛格的九月起义，失败后被通辑，随后流亡至南斯拉夫王國。1925年参与创立马其顿内部革命组织（联合），担任机关报主编。
1934年赴莫斯科，加入联共（布），在共产国际工作。1944年9月9日，保加利亚爆发起义，成立以共产党和农民联盟为主体的祖国阵线政府，并宣布建立保加利亚人民共和国。波普托莫夫返回保加利亚，当选保加利亚共产党中央委员会政治局委员。
1945年至1949年，任机关报《工人事业报》主编。1948年至1949年，担任祖国阵线全国委员会第一书记。1948年成为索菲亚大学教授。1949年8月，开始担任外交部长。
1949年10月1日，鉴于边境间谍行为，决定废除与南斯拉夫1947年签订的友好合作互助条约。10月5日，促成保加利亚人民共和国与中华人民共和国建交，并互派外交代表。
1950年1月开始担任部长会议副主席兼外交部长。同年5月不再任外交部长。1952年5月1日下午2时45分逝世。